# François de Vergeron
François Bertrand Armand de Vergeron est un homme politique français né le 5 avril 1804 à Navarrenx (Pyrénées-Atlantiques) et décédé le 5 octobre 1860 à Navarrenx.

## Biographie
Magistrat, il est sous-préfet de Castres de 1843 à 1848. Il est député des Basses-Pyrénées de 1849 à 1851, siégeant à droite.